# National Space Research and Development Agency
National Space Research and Development Agency (NASRDA) är den nigerianska myndigheten ansvarig för rymdfart.